# Гейдмерк

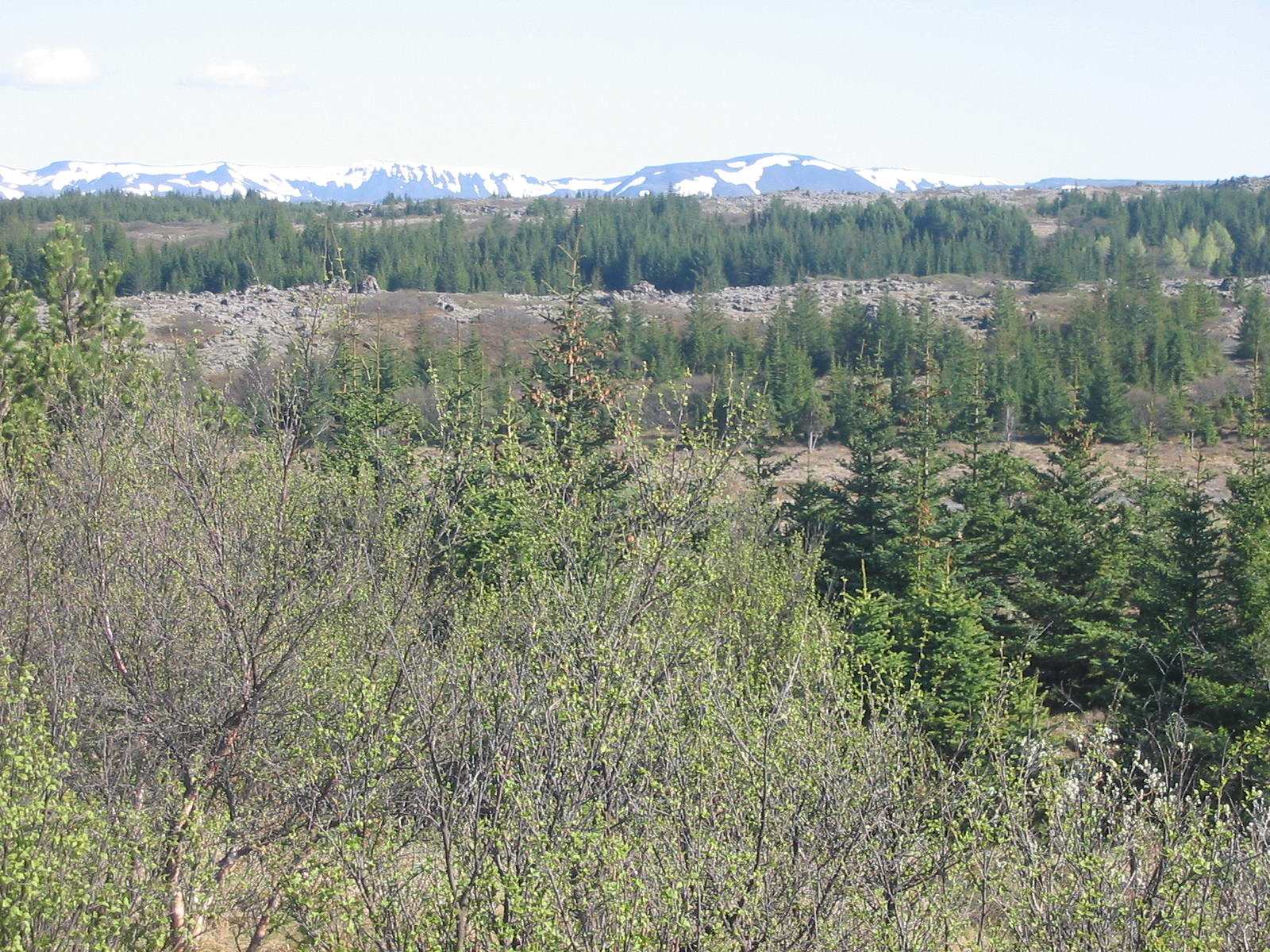
Панорама Гейдмерка

Гейдмерк (ісл. Heiðmörk) — природний заповідник в муніципальних межах Рейк'явіка, на південному заході Ісландії. Терени оголосили муніципальним заповідником у 1950 році. Гейдмерк розташований за декілька кілометрів від Рейк'явіка. Назва заповідника походить від однойменної назви у Норвегії (провінція Гедмарк).
Загальна площа заповідника становить 2,800 акрів. Гейдмерк — популярна відпочинкова зона серед мешканців столиці Ісландії з багатьма стежками. Тут також знаходяться водяні резервуари Рейк'явіка та колодязі питної води столиці.
Вулканічні кратерні формації Ройзголяр (ісл. червоні пагорби) теж входять до складу заповідника Гейдмерк.

## Флора
З 1950-го року в Гейдмерку було насаджено більше ніж 4 мільйони дерев. З часу загородження території існуюча рослинність значно розвинулася. Серед 26 видів дерев, найпоширеніша аляскинська (сітканська) ялина. Крім того в Гейдмерку нараховується близько 150 видів квітів.

## Фауна
Нараховується більше ніж 60 видів диких птахів, особливо навколо озера Етлізаватн (ісл. Elliðavatn) та Митлюлайк'яртьйортн (ісл. Myllulækjartjörn).